# Elie Che
Elie Che (Reino Unido, 10 de abril de 1998-Nueva York, 31 de agosto de 2020) fue una modelo, actriz y activista transexual británica. Su muerte en agosto de 2020 adquirió gran notoriedad debido a su protagonismo en la escena nocturna queer de Londres, así como por la atención cultural prestada a las muertes de personas transgénero debido a su desproporcionada menor esperanza de vida.

## Vida y carrera
Che nació el 10 de abril de 1998 en el Reino Unido y se trasladó a Nueva York desde Atlanta poco antes de su muerte, para llevar a cabo su transición rodeada de otras mujeres trans de color. Che había vivido previamente en Londres durante tres años, donde ha sido descrita como un icono trans. Esperaba encontrar trabajo en el mundo de la moda. Che había desfilado en pasarelas y posado para varias revistas. También escribió un poema para el documental.
Antes de su muerte, Che había estado recaudando fondos para apoyar su traslado a Nueva York y su transición médica, y había dicho a los seguidores de su GoFundMe que su objetivo era vivir más allá de los 35 años.

## Muerte
Che fue encontrada muerta a la orilla del agua en Orchard Beach, en El Bronx, el lunes 31 de agosto de 2020. Su muerte fue declarada como ahogamiento accidental. Tenía sólo 23 años en el momento de su muerte; la esperanza de vida media de las personas trans es de 35 años. Los primeros informes sobre su muerte se equivocaron en el género y el nombre de Che. Incluso al corregir su género, los medios de comunicación utilizaron su nombre de muerta.
Antes de que se revelara la causa de la muerte, muchos medios de comunicación y activistas de los derechos de las personas trans asumieron que su muerte estaba relacionada con la violencia. Las mujeres transgénero de color son frecuentemente objeto de crímenes de odio. Un informe del FBI de 2018 descubrió que de los delitos de odio denunciados ese año por prejuicios de orientación sexual, el 24,9 % fueron víctimas de prejuicios contra lesbianas, gays, bisexuales o transexuales (grupo mixto).
El Centro Nacional para la Calidad Transgénero informó de que 28 personas transgénero habían sido asesinadas en el primer semestre de 2020, en comparación con 26 en todo 2019. De estas 28 víctimas, 23 habían sido mujeres transgénero, y el NCTQ señaló que "la epidemia de violencia es particularmente pronunciada para las mujeres trans negras y latinas".
El evento del Orgullo Trans de Londres en 2020 se celebró en honor a ella.